# Саманта Ферис
Саманта Ферис, (родена на 2 ноември 1968 година) е канадска актриса. В средата на 90-те, също така е и телевизионен репортер за ТВ-станцията KVOS TV-12, намираща се в Белингъм, щата Вашингтон, и станцията BCTV, разположена във Ванкувър, където работи под псевдонима Джейни Ферис.
Ферис изиграва главна роля, като директора на NTAC – Нина Джарвис, във научнофантастичната поредица 4400. Също така получава и роля във втория сезон на сериала Свръхестествено, като Елън Харвел, майка на Джо Харвел. През 2006, участва в The Evidence като л-т. Алекса Бренър, в продължение на седем епизода.
Също така тя озвучава героинята Сали По в анимацията, Mobile Suit Gundam Wing.